# Trần Sâm (nhà Minh)
Trần Sâm (chữ Hán: 陈琛, 1477 – 1545), tên tự là Tư Hiến, hiệu là Tử Phong, người huyện Tấn Giang, phủ Tuyền Châu , là quan viên, học giả, ẩn sĩ đời Minh trong lịch sử Trung Quốc.

## Tiểu sử
Sâm tính thận trọng, quen đóng chặt cửa học tập một mình. Ban đầu Sâm theo học Lý Thông, danh nho đồng hương là Thái Thanh đọc văn của ông ở chỗ Lý Thông, rất thán phục, nhân đó Sâm nhờ Lý Thông xin theo học Thái Thanh. Sâm được Thái Thanh dốc hết học vấn mà truyền thụ, trở thành học trò xuất sắc của ông ta. Năm Chánh Đức đầu tiên (1506) , Thái Thanh được làm Đốc học ở Giang Tây, mời Sâm cùng đi, để ông dạy học cho hai con trai của ông ta. 
Năm thứ 3 (1508), Sâm theo Thái Thanh quay về Tấn Giang, mở lớp dạy học ở chùa Nguyệt Đài, bên cạnh Văn miếu của phủ Tuyền Châu. Trong thời gian này, Sâm trước tác Tứ thư thiển thuyết, Dịch kinh thông điển. 
Năm thứ 5 (1510), Sâm đỗ thi Hương; năm thứ 12 (1517), trúng Tiến sĩ, được thụ chức Hình bộ Sơn Tây tư chủ sự. Sâm lấy cớ mẹ già, xin đổi về miền nam, nên nhận được chức Hộ bộ Sai giám Hoài An chu thuế . Sau đó Sâm chuyển làm Lại bộ Khảo công lang. Năm Gia Tĩnh đầu tiên (1522), triều thần dâng huy hiệu của lưỡng cung (thái hậu), nhân đó mẹ của Sâm được xét phong tặng. Sâm nói: "Lấy được thứ này đã an ủi được mẹ rồi." Bèn xin nghỉ mà về nuôi mẹ. 
Năm thứ 7 (1528), có đại thần tiến cử nên Sâm được triều đình trưng dụng, ông từ chối. Năm thứ 8 (1529), triều đình lại trưng Sâm làm Quý Châu Án sát đề học thiêm sự, ngay sau đó đổi đi Giang Tây, cũng làm quan chức giáo dục, ông đều từ chối. Sâm ẩn cư trước sau 23 năm, không liên hệ với kẻ quyền quý, ngay cả bằng thư từ. Năm thứ 24 (1545), Sâm mất, được thờ tại Văn miếu của phủ Tuyền Châu. 

## Trước tác
- Tứ thư thiển thuyết, 6 quyển
- Dịch kinh thông điển, 6 quyển
- Chánh học biên, 1 quyển
- Tử Phong văn tập, 12 quyển

## Khảo chứng
1. ^  Minh sử quyển 282, liệt truyện 170 – Nho lâm 1: Thái Thanh: Môn nhân của ông là Trần Sâm, Vương Tuyên, Dịch Thì Trung, Lâm Đồng, Triệu Đãi, Thái Liệt đều có tiếng, mà Trần Sâm nổi nhất. Sâm, tự Tư Hiến, người Tấn Giang, đóng cửa học một mình. (Thái) Thanh thấy văn của ông lấy làm lạ, nói: "Tôi được làm bạn với người này cũng đủ rồi." Sâm nhờ người giới thiệu mà gặp được Thanh, Thanh nói: "Tôi vốn phát phẫn, chìm đắm, cay đắng mà được chừng này, đem nói ra thì người ta thường không hiểu rõ. Tử đã nắm hết, nay đem hết giao cho Tử vậy." [5] Chu Học Tằng (nhà Thanh, tổng biên) – Tấn Giang huyện chí (Đạo Quang bản) [6] quyển 38: Nhân vật chí, Danh thần 2[liên kết hỏng] – Minh, Trần Sâm: Trần Sâm, tự Tư Hiến, hiệu Tử Phong, là cao đệ của Thái Hư Trai. Ban đầu học ở Lý Thông, Thông dẫn Sâm học ở Hư Trai. Hư Trai lấy làm lạ, từng nói với Sâm rằng: "Tôi vốn phát phẫn, chìm đắm mà được chừng này, không ngờ đều Tử nắm được." Cúi mình làm lễ, Sam cố từ, bèn thờ làm thầy. Đến khi đốc học Giang Hữu, thỉnh Sâm cùng đi, dạy hai con trai của ông ta. Lý Thanh Phức (nhà Thanh) – Mân trung lý học uyên nguyên khảo [7] quyển 60 – Đốc học Trần Tử Phong tiên sanh Sâm học phái, Đốc học Trần Tử Phong tiên sanh Sâm: Trần tiên sanh Sâm, tự Tư Hiến, biệt hiệu Tử Phong, người Tấn Giang. Đóng cửa học một mình, tính cách thận trọng [8]. Ban đầu thụ nghiệp ở Mộc Trai Lý Thông. Một ngày, Thái Văn Trang xem được văn của ông ở chỗ Mộc Trai, than lạ hồi lâu, nói: "Tôi được làm bạn với người này cũng đủ rồi." Tiên sanh bèn nhờ Mộc Trai xin học ở Văn Trang. Văn Trang nói: "Tôi vốn phát phẫn, chìm đắm, cay đắng mà được chừng này, đem nói ra thì người ta thường không hiểu rõ. Không ngờ Tử đã tự nắm được, nay đem hết giao cho Tử vậy." Đốc học Giang Hữu, mời ông cùng đi, dạy học hai con trai của ông ta.
2. ^  Tấn Giang huyện chí, Trần Sâm – tlđd: Quay về mở lớp bên cạnh Học cung (tức Văn miếu), cũng là chùa Nguyệt Đài của quận thành, bốn phương theo học rất nhiều. Trước tác có Tứ thư thiển thuyết, Dịch kinh thông điển. Mân trung lý học uyên nguyên khảo, Đốc học Trần Tử Phong tiên sanh Sâm – tlđd: Quay về mở lớp bên cạnh Học cung, cũng là chùa Nguyệt Đài của quận thành, bốn phương theo học rất nhiều.
3. ^  Minh sử – tlđd: Thanh mất đã 10 năm, Sâm đỗ tiến sĩ, thụ Hình bộ chủ sự, cải Nam Kinh Hộ bộ, rồi cất làm Khảo công chủ sự, xin chung dưỡng mà về. Tấn Giang huyện chí, Trần Sâm – tlđd: Năm Canh ngọ hiệu Chánh Đức, lĩnh Hương tiến [9]. Năm Đinh sửu thành Tiến sĩ. Khảo quan biên tu Doãn Bao lấy quyển của Sâm, dâng lên chủ khảo Cận đại học sĩ Quý, Cận xem đi xem lại mấy lần, nói: "Ắt là môn hạ của Trần Bạch Sa (tức Trần Hiến Chương), hoặc theo học Hư Trai, người khác không thể làm bài này." Cởi áo vải, thụ Hình bộ Sơn Tây tư chủ sự. Lấy cớ mẹ già, xin cải về miền nam, được chức Hộ bộ Sai giám Hoài An chu thuế. Sau chuyển làm Lại bộ Khảo công lang, được phong tặng. Sâm nói: "Lấy được thứ này đã vui lòng mẹ rồi." Bèn xin quy dưỡng. Mân trung lý học uyên nguyên khảo, Đốc học Trần Tử Phong tiên sanh Sâm – tlđd: Văn Trang mất gần 10 năm, tiên sanh đỗ tiến sĩ năm Đinh sửu thời Chánh Đức. Ban đầu, khảo quan Doãn biên tu xem xong văn của ông, đem nói với tổng khảo Cận công rằng: "Tạo nghệ [10] tinh thâm, ra khỏi lối tắt của khoa cử [11], đây ắt là môn nhân của Trần Bạch Sa, không thì Thái Hư Trai đấy." Cởi áo vải, thụ Hình bộ chủ sự. Xin về nam, được sang Hộ bộ, các Hoài An chu thuế, sau khi chánh ngạch đã đủ, mở rộng cửa quan, thả cho thương nhân qua lại. Chuyển làm Lại bộ Khảo công lang. Gặp lúc dâng huy hiệu của lưỡng cung, lệ được phong tặng. Tiên sanh nói: "Tôi đem thứ này quay về, đủ làm an ủi mẹ rồi." Vì thế xin chung dưỡng.
4. ^  Minh sử – tlđd: Năm Gia Tĩnh thứ 7 (1528), có người kể việc ông lặng lẽ lui về, giáng chiếu chinh ông, Sâm từ chối. Một năm sau, gia khởi làm Quý Châu thiêm sự, ngay sau đó cải lại Giang Tây, cũng là Đốc học hiệu, đều từ chối không đi. Ở nhà, đóng cửa tạ khách, cứ thế nhàn hạ [12], nằm ngồi trong nhà, trưởng lại chẳng thấy mặt ông. Tấn Giang huyện chí, Trần Sâm – tlđd: Năm Gia Tĩnh thứ 7, nhờ đại thần tiến cử, có chiếu chinh dụng, từ chối. Năm thứ 8, ở nhà được bái làm Quý châu Án sát đề học thiêm sự, rồi cải đi Giang Tây, đều từ chối không nhận. Hương có việc thì đi đầu tham gia, như thủy lợi của Lục Lý bi, đường sá của Bát Lý đình về phía nam đến Quy hồ; nói chuyện với hữu tư, về những việc đào, xây và sửa sang, hương nhân cảm ơn. Quy dưỡng 12 năm, mẹ mất. Tuổi Sâm mới 60, sau 11 năm thì tốt. Hữu tư riêng thờ ở học cung. Mân trung lý học uyên nguyên khảo, Đốc học Trần Tử Phong tiên sanh Sâm – tlđd: Năm Gia Tĩnh thứ 7, đại thần tiến tiên sanh có học vấn hữu dụng, không nên ở tán địa [13], hạ chiếu chinh dụng, từ chối. Lại một năm, từ nhà khởi làm Quý Châu (Án sát sứ tư) thiêm sự, cải về làm Giang Tây đề đốc học hiệu, đều lấy cớ mẹ già ra sức từ chối, không nhận. (Sâm) ở nơi quê mùa không đặt chân vào phố xá, không thư từ liên hệ với những người thành đạt. Cứ thế nhàn hạ nằm ngửa trong nhà, lặng lẽ quan sát biến hóa của trời đất vạn vật, dấu vết của hưng suy trị loạn xưa nay, bày tỏ thái độ nóng lạnh nhìn ngoảnh với thế tục, chợt bật cười lạ lùng, chợt than vắn thở dài; có lúc chợt sải bước bờ ruộng, cùng lão nông nói tục, tự lấy làm vui. Làm ra thơ ca, thường thường tự tại tiêu sái, siêu nhiên thoát tục; làm văn tầng tầng lớp lớp, bộc lộ bản tính, như đá dựng trên núi cao, lá thắm ở cành khô... Tiên sanh quy dưỡng khá nhiều năm, mẹ là Ngô thị đã thọ khảo chung, tuổi của tiên sanh chừng 60 rồi. Sau đó 11 năm, tiên sanh tốt, ấy là năm Gia Tĩnh thứ 24. Thủy triều ở bến sông sau nhà không lên mấy ngày, sĩ đại phu nghe được, cùng nhau than thở. Hữu tư thờ ông ở học cung.
5. ^  Tấn Giang huyện chí, quyển 70: Điển tịch chí[liên kết hỏng] – Minh, Trần Sâm: Tứ thư thiển thuyết (四书浅说) 6 quyển, Dịch kinh thông điển (易经通典) 6 quyển, Chánh học biên (正学编) 1 quyển, Tử Phong văn tập (紫峯文集) 12 quyển.